# Erronea
Genre
Erronea  est un genre de gastéropodes, d'aspect lisse et brillant, de la famille des « porcelaines » (Cypraeidae).

## Liste des espèces
Selon World Register of Marine Species (29 octobre 2014) :
- Erronea adusta (Lamarck, 1810)
- Erronea angioyorum Biraghi, 1978
- Erronea caurica (Linnaeus, 1758)
- Erronea cylindrica (Born, 1778)
- Erronea errones (Linnaeus, 1758)
- Erronea fernandoi Cate, 1969
- Erronea nymphae (Jay, 1850)
- Erronea onyx (Linnaeus, 1758)
- Erronea ovum (Gmelin, 1791)
- Erronea pallida (J.E. Gray, 1824)
- Erronea pyriformis (Gray, 1824)
- Erronea rabaulensis Schilder, 1964
- Erronea subviridis (Reeve, 1835)
- Erronea vredenburgi Schilder, 1927
- Erronea xanthodon (J.E. Gray in G. B. Sowerby I, 1832)

## Galerie

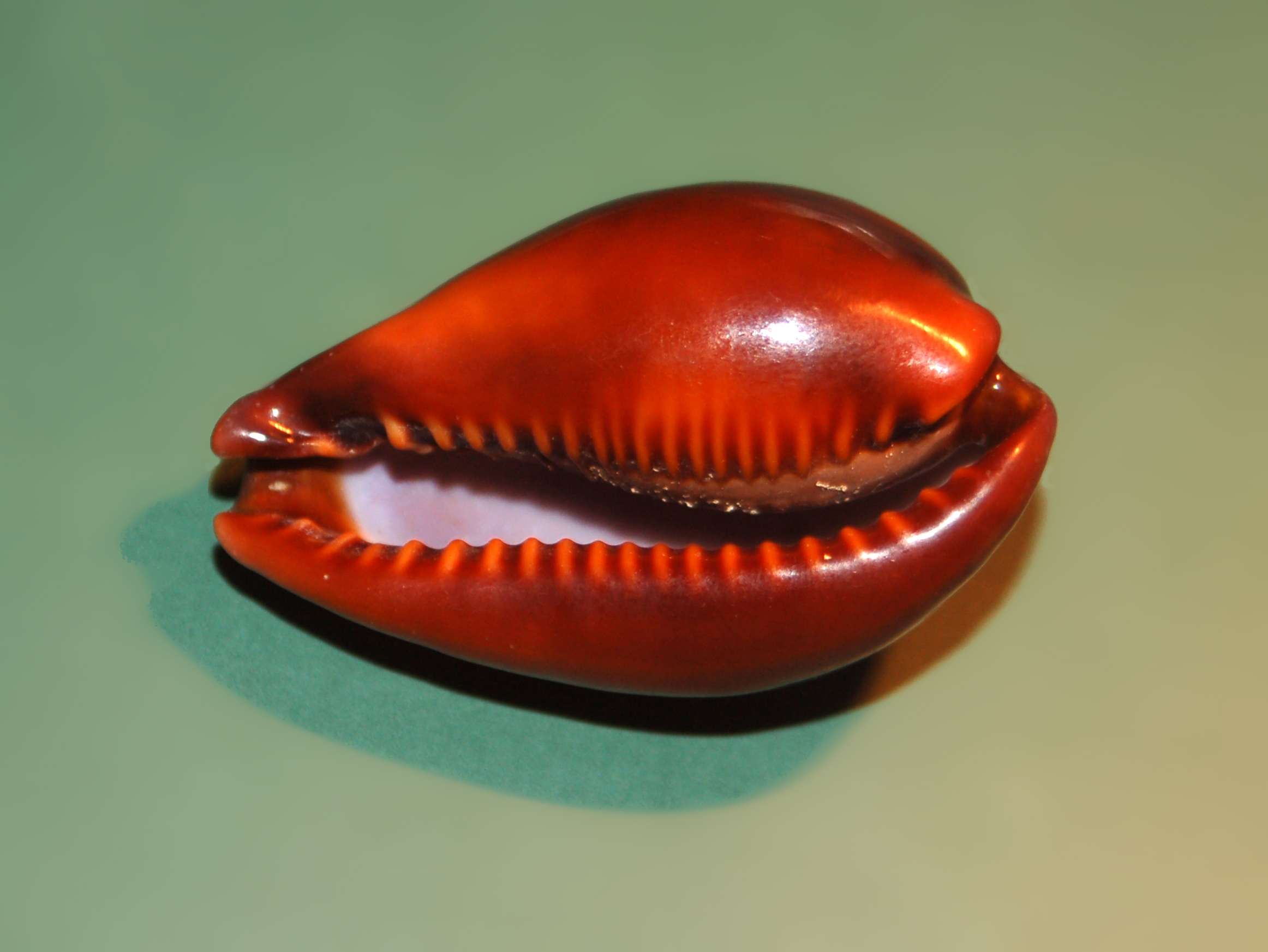
Erronea adusta.
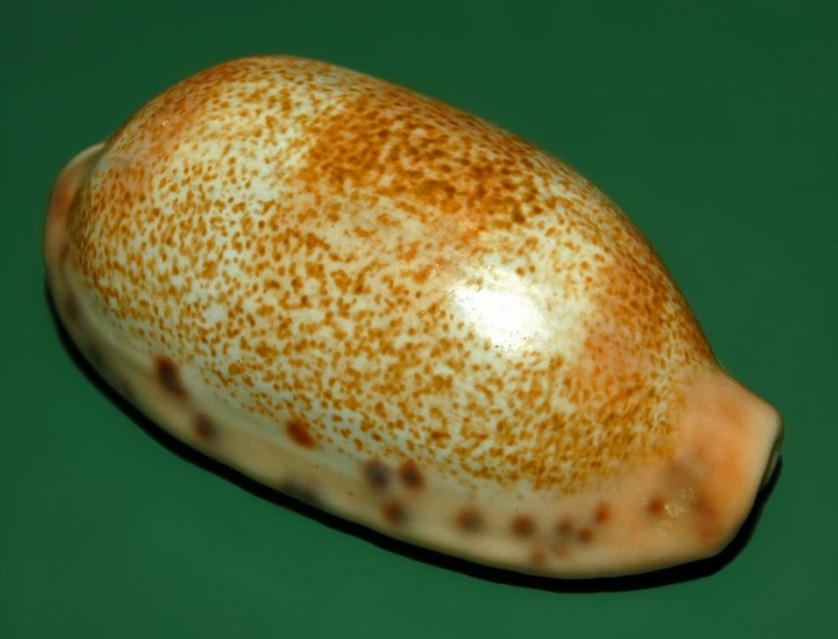
Erronea caurica.
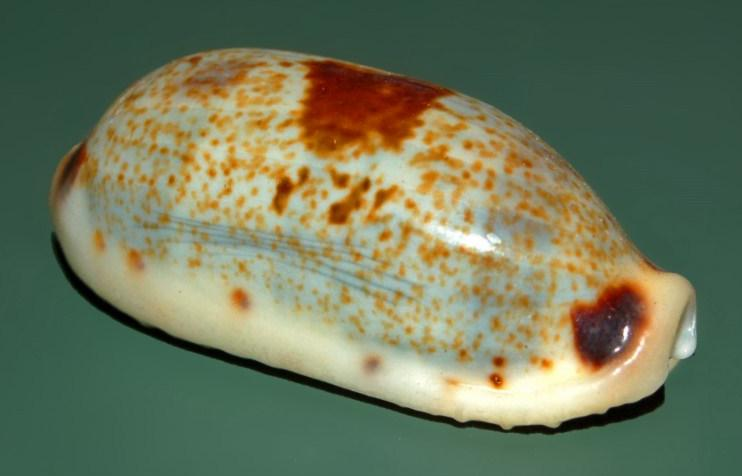
Erronea cylindrica.
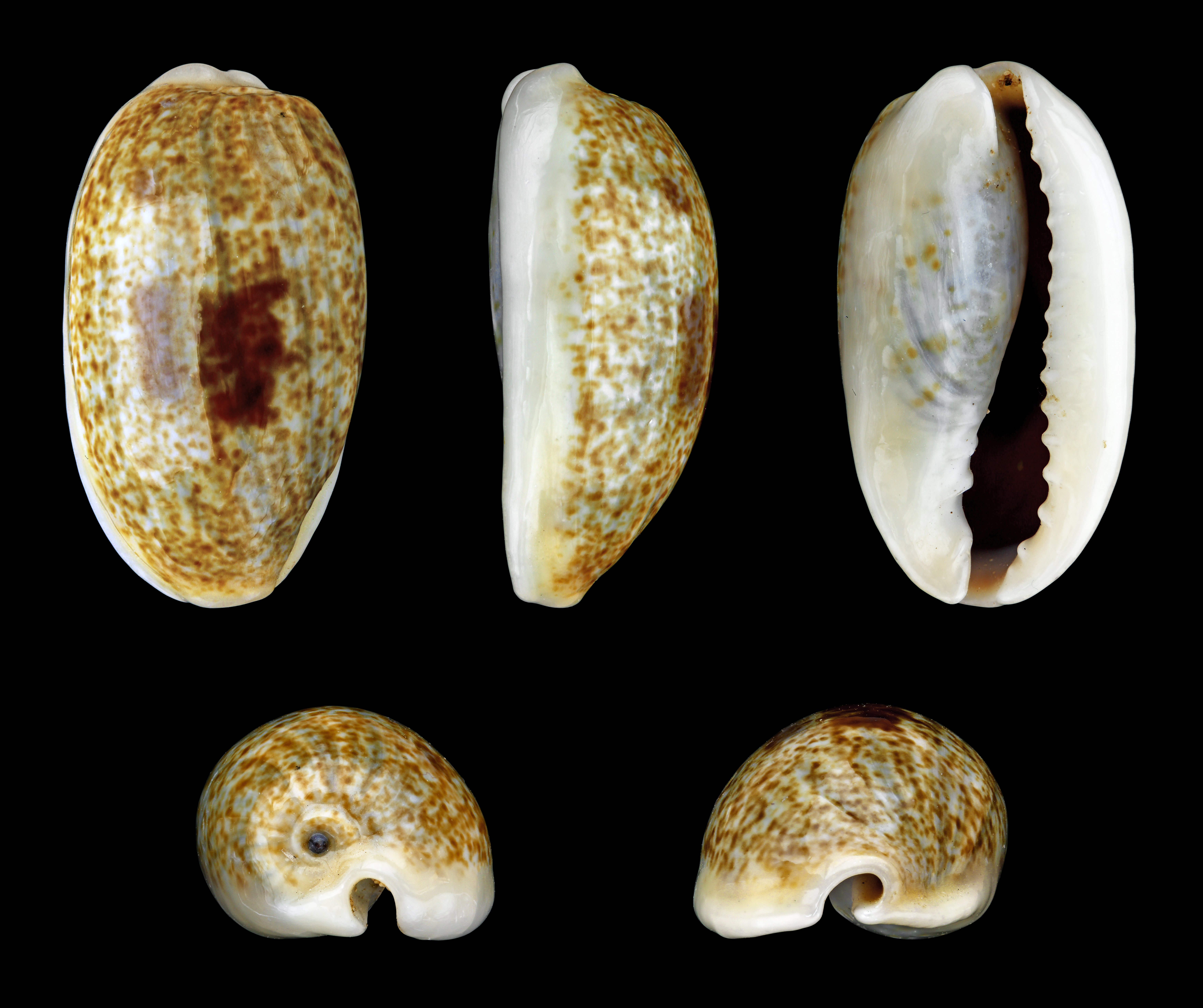
Erronea errones.
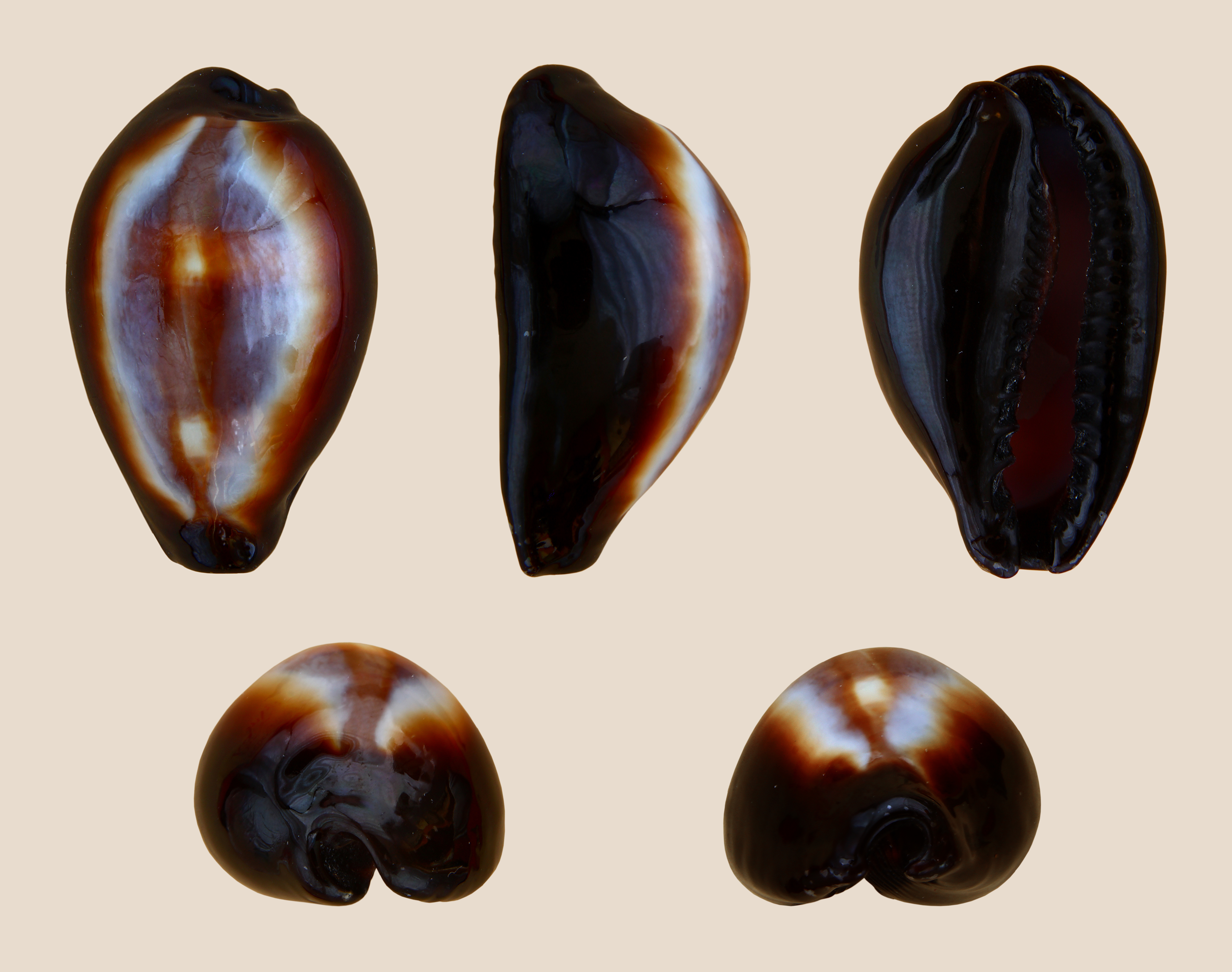
Erronea onyx.
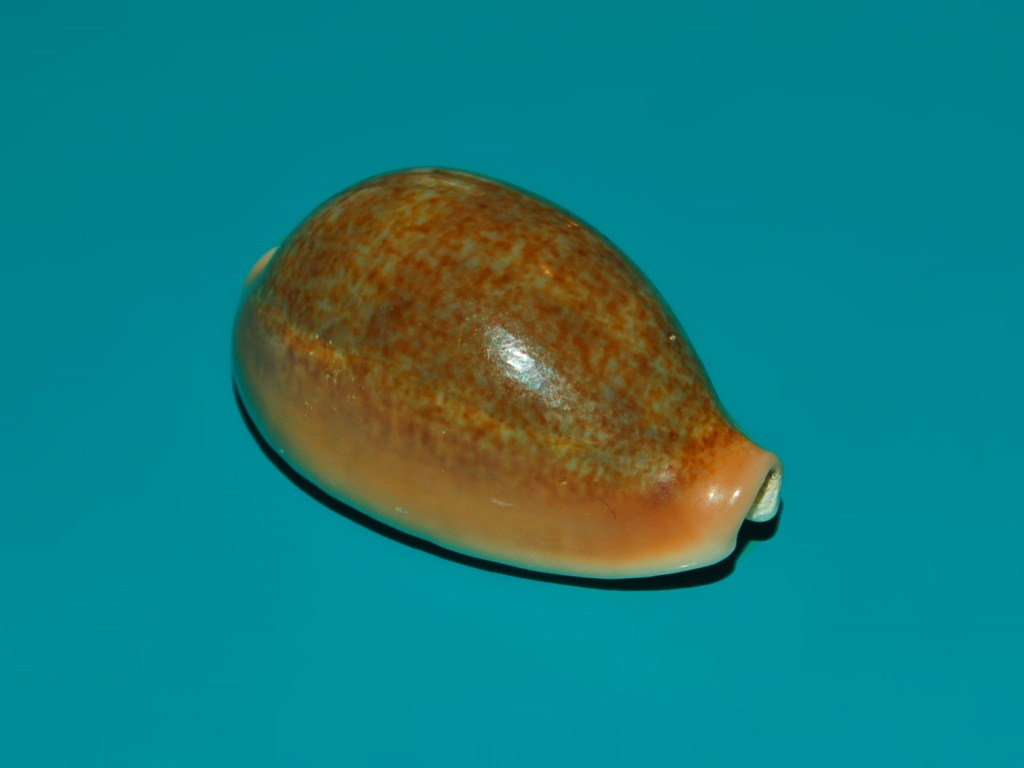
Erronea ovum.
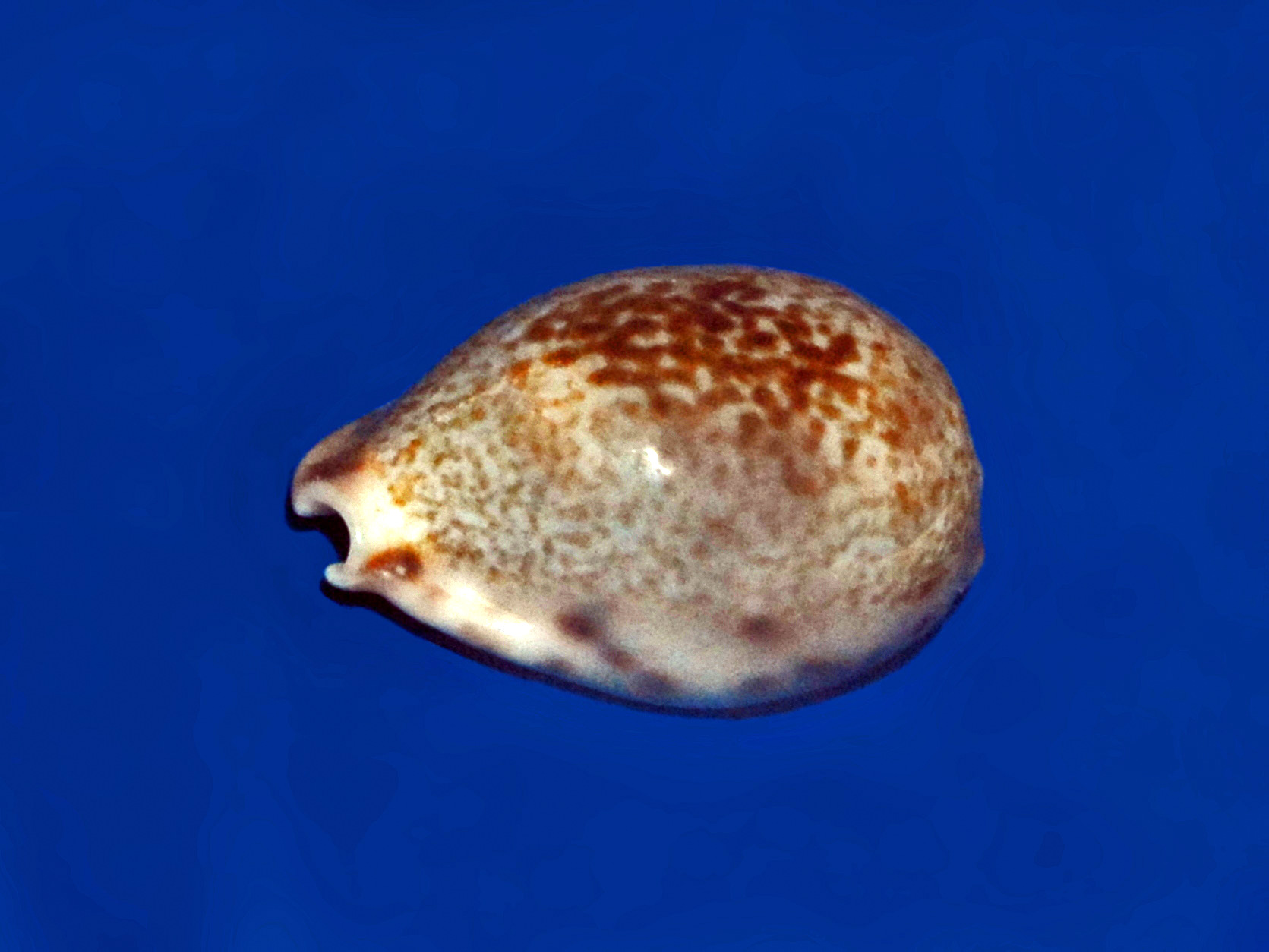
Erronea pallida.
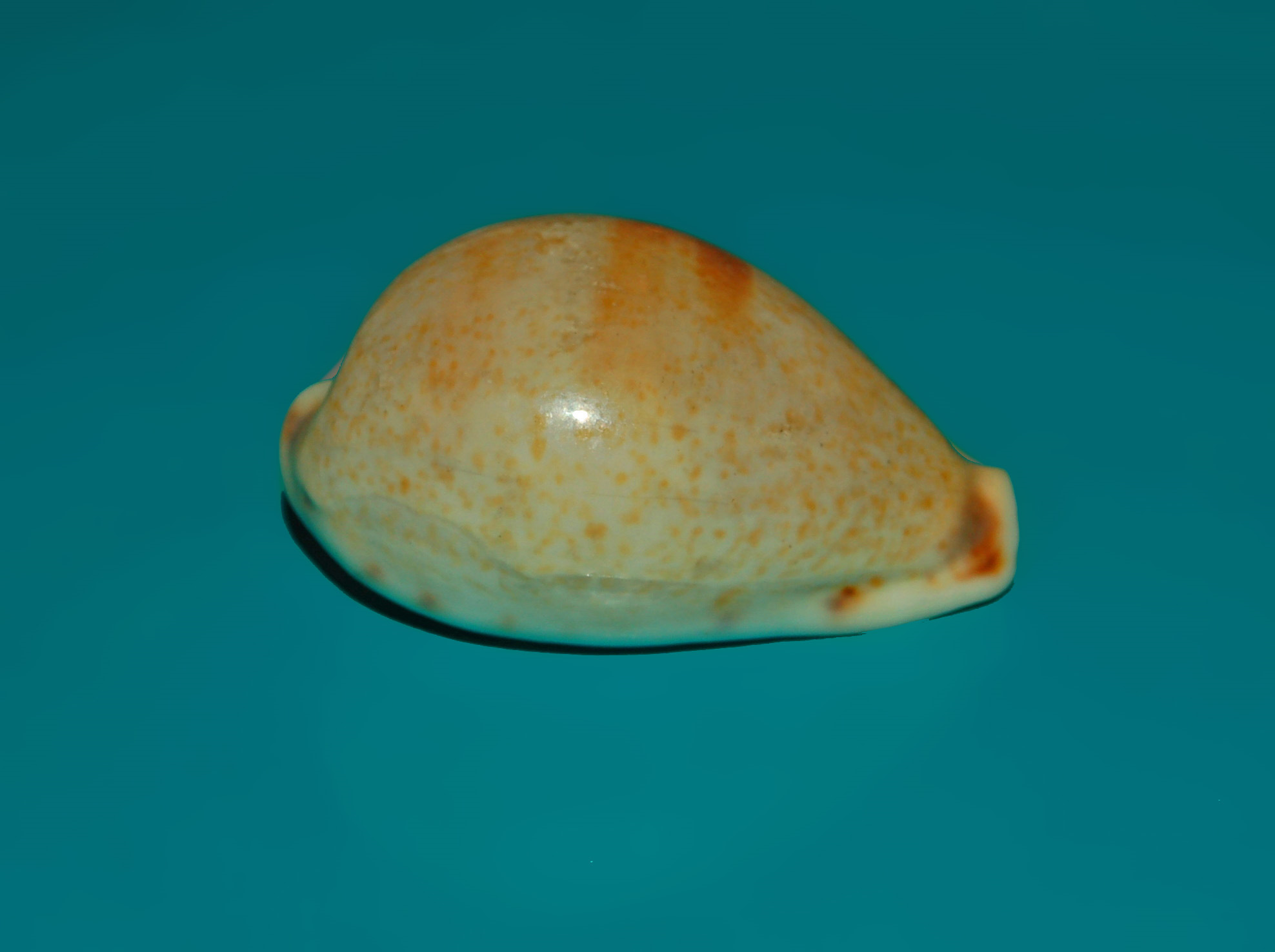
Erronea pyriformis.
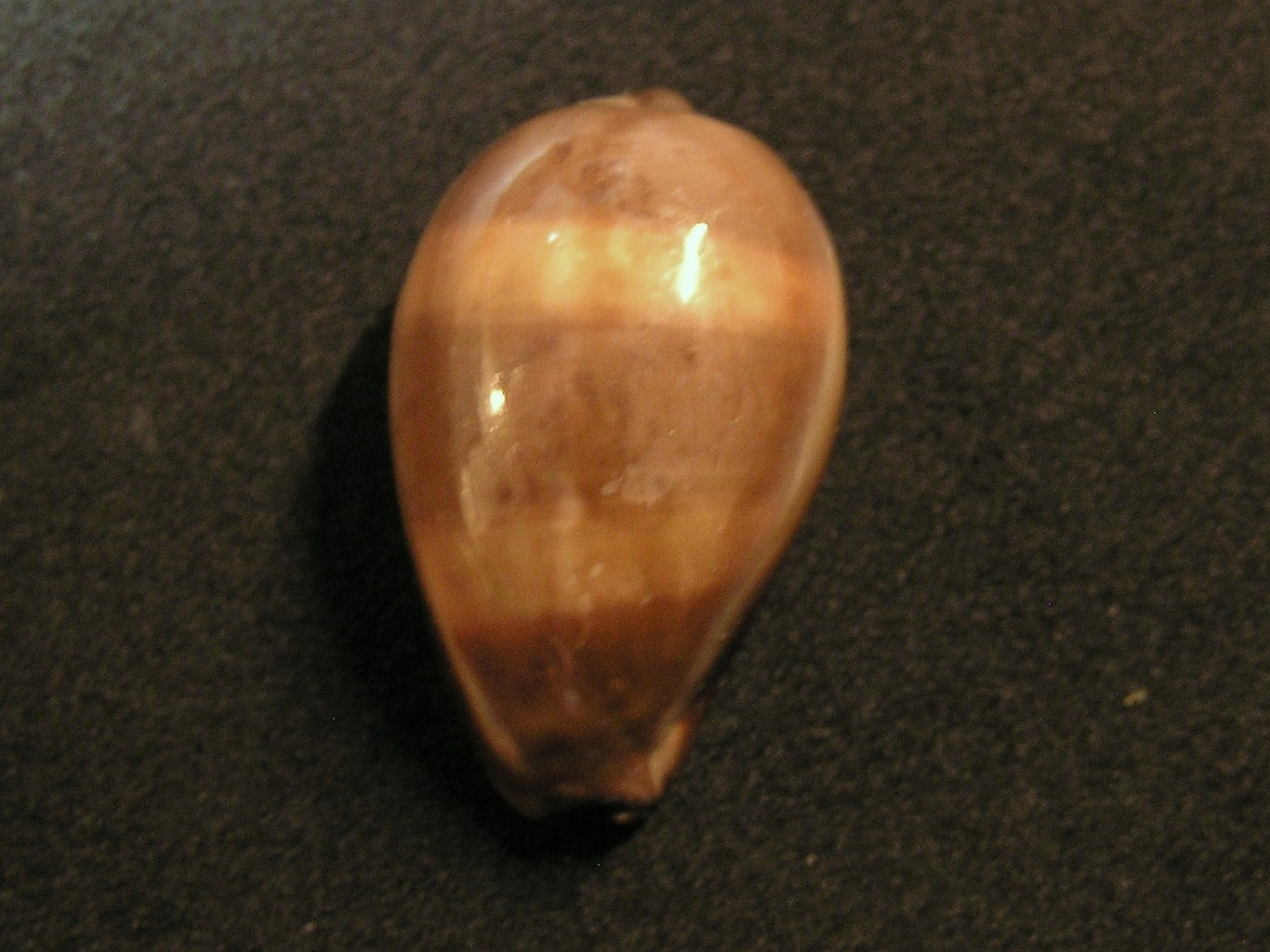
Erronea succincta.